# Черкес хэку
«Черкес хэку» (Черкесия) — республиканская общественно-политическая газета на черкесском языке, издающаяся в Карачаево-Черкесии. Газета освещает общественно-политические события, происходящие в республике, а также публикует материалы по истории и культуре черкесов. Учредителями являются правительство и Народное собрание Карачаево-Черкесии.
Газета выходит 2 раза в неделю тиражом 4 тыс. экземпляров (2009). В 1970-е годы тираж составлял 5 тыс. экземпляров.
Газета основана в 1924 году под названием «Адыгэ Псэукӏэ» (Адыгская жизнь). В 1929 стала называться «Черкес Плъыжь» (Красная Черкесия), в 1953 — «Черкес Пэж» (Черкесская правда), в 1965 — «Ленин нур» (Ленинский луч), а в 1991 году получила современное название.